# Ruimer

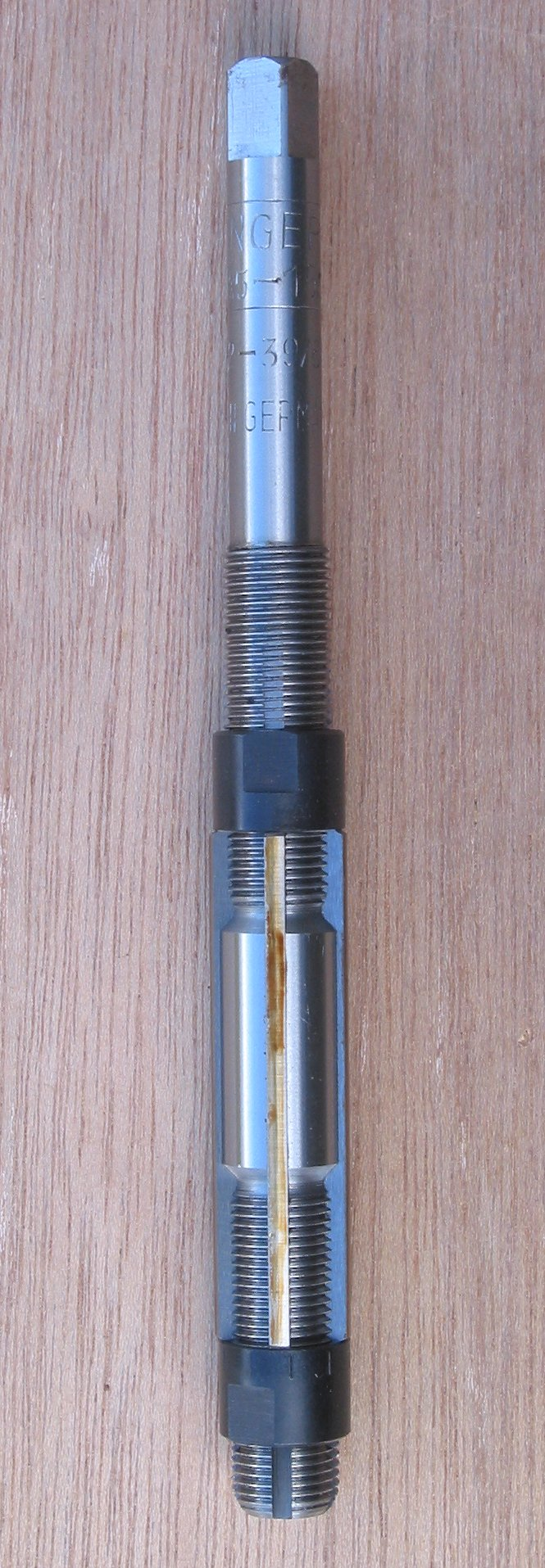
Verstelbare handruimer

Een ruimer is een stuk snijgereedschap dat dient om een cirkelvormig gat zuiver rond en glad te maken, hierdoor wordt het gat iets groter. Ruimers worden toegepast wanneer hoge eisen worden gesteld aan de maatvoering van boorgaten in onder andere de metaalverwerkende industrie.

## Algemeen
Geboorde gaten zijn vaak onnauwkeurig qua maat en niet volkomen rond, bovendien is het oppervlak van deze gaten voor bepaalde toepassingen niet glad genoeg. Er zijn constructies waarbij dit onacceptabel is. Te denken valt aan een as die precies in een gat moet passen. In zo'n geval wordt het gat op maat geruimd, nadat het eerst is voorgeboord op een iets kleinere maat.
Een ruimer bestaat uit een cilindervormig of  conisch lichaam, waarin spaangroeven zijn aangebracht. Ze zijn meestal vervaardigd van snelstaal (HSS). De groeven kunnen recht zijn of schroeflijnvormig. Ruimers met rechte groeven worden met name gebruikt voor het ruimen van kortspanig materiaal zoals gietijzer en messing. Ruimers met schroeflijnvormige groeven worden onder meer gebruikt voor gaten die voorzien zijn van oliegroeven, zaaggleuven of spiebanen. Een ruimer met schroeflijnvormige groeven werkt het gatoppervlak doorgaans gladder af dan een ruimer met rechte groeven. De aanschafprijs van ruimers met schroeflijnvormige groeven ligt echter hoger.

## Handruimers en machineruimers
Het ruimen van een gat kan handmatig of machinaal gebeuren.

#### Handruimer
Handruimers hebben op het uiteinde van de cilindervormige schacht een vierkante kop. Door de ruimer met het vierkante deel in een wringijzer te plaatsen kan men deze met de hand ronddraaien. Het onderste gedeelte van een handruimer is conisch geslepen; dit wordt de aansnijding genoemd. Nadat het gat is voorgeboord, zal het conisch gedeelte in het gat passen. Met het wringijzer draait men nu de ruimer rond, hierbij wordt een lichte kracht uitgeoefend op de ruimer. Voor het ruimen van blinde gaten wordt een ruimer gebruikt met een zeer korte aansnijding. Anders zou immers het onderste gedeelte van het gat niet worden geruimd.

#### Machineruimer
Machineruimers met een kleinere diameter dan 12 mm hebben een cilindervormige schacht waarmee ze in een boorkop kunnen worden gespannen. Ruimers met grotere maten zijn voorzien van een conische schacht. Hiermee  kunnen ze in een machine worden geplaatst die beschikt over een morseconus opnameschacht. Bij een machineruimer is het snijgedeelte veel korter dan bij een handruimer, ook de aansnijding is korter. Voor het ruimen van gaten met grotere diameters gebruikt men dikwijls een opsteekruimer. Deze is voorzien van een meeneemgroef voor montage op een spandoorn. Er bestaan opsteekruimers van verschillende diameter behorend bij één spandoorn. Dit is in de aanschaf voordeliger.

## Soorten

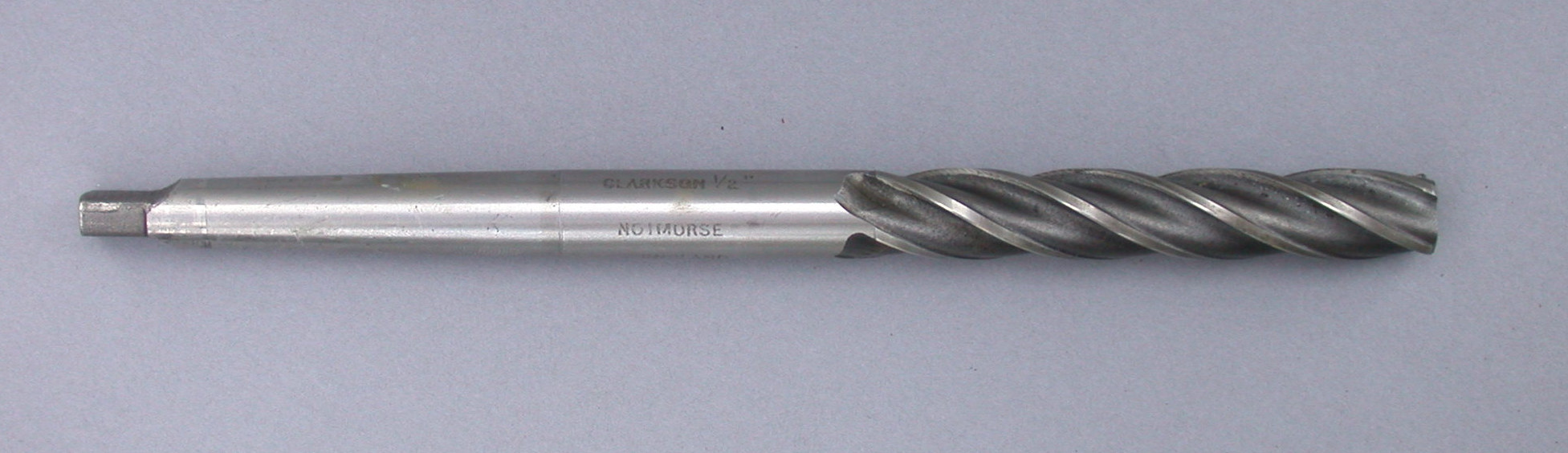
Machineruimer met schroeflijnvormige groeven en conische schacht

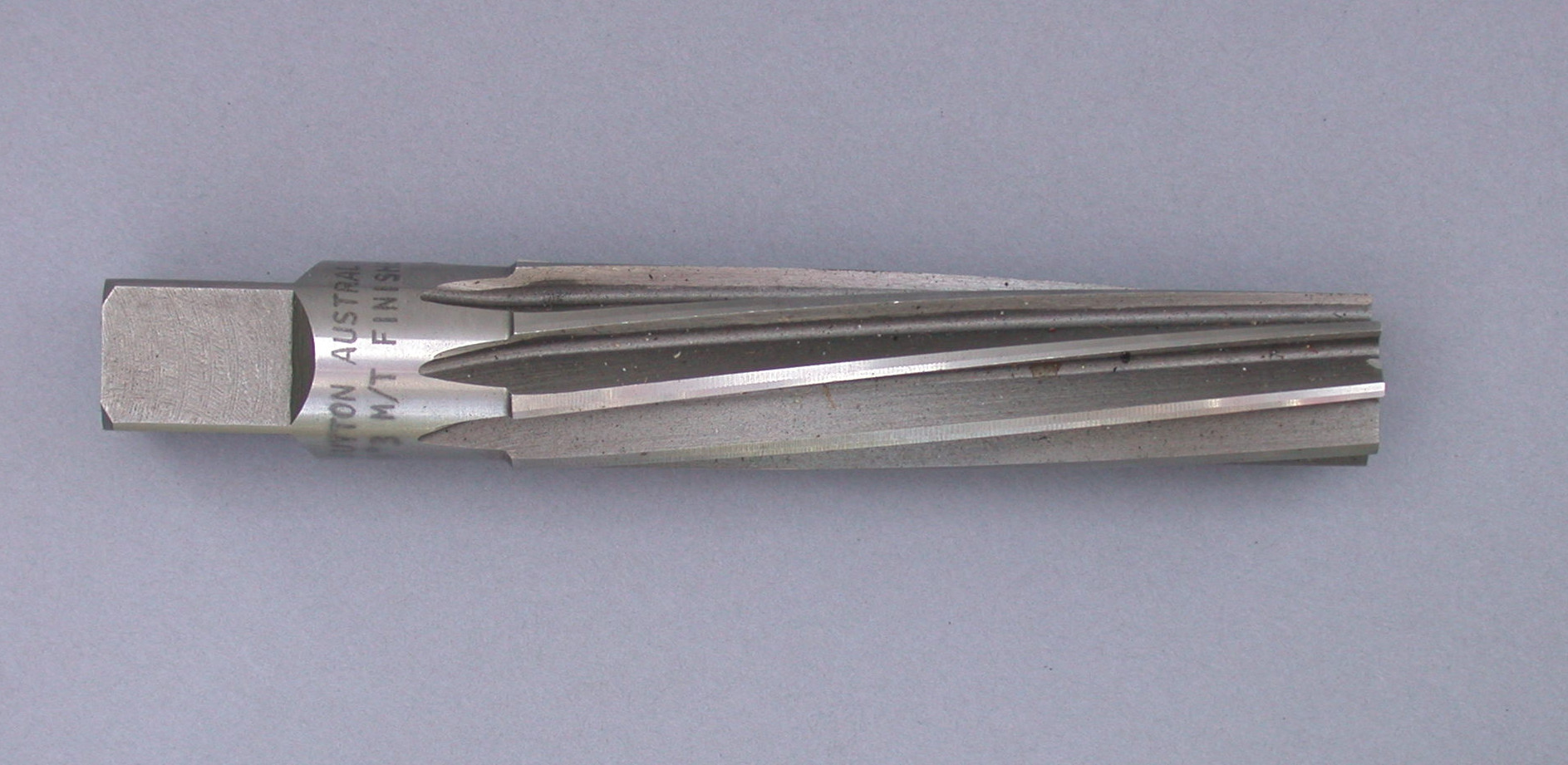
Morsehandruimer

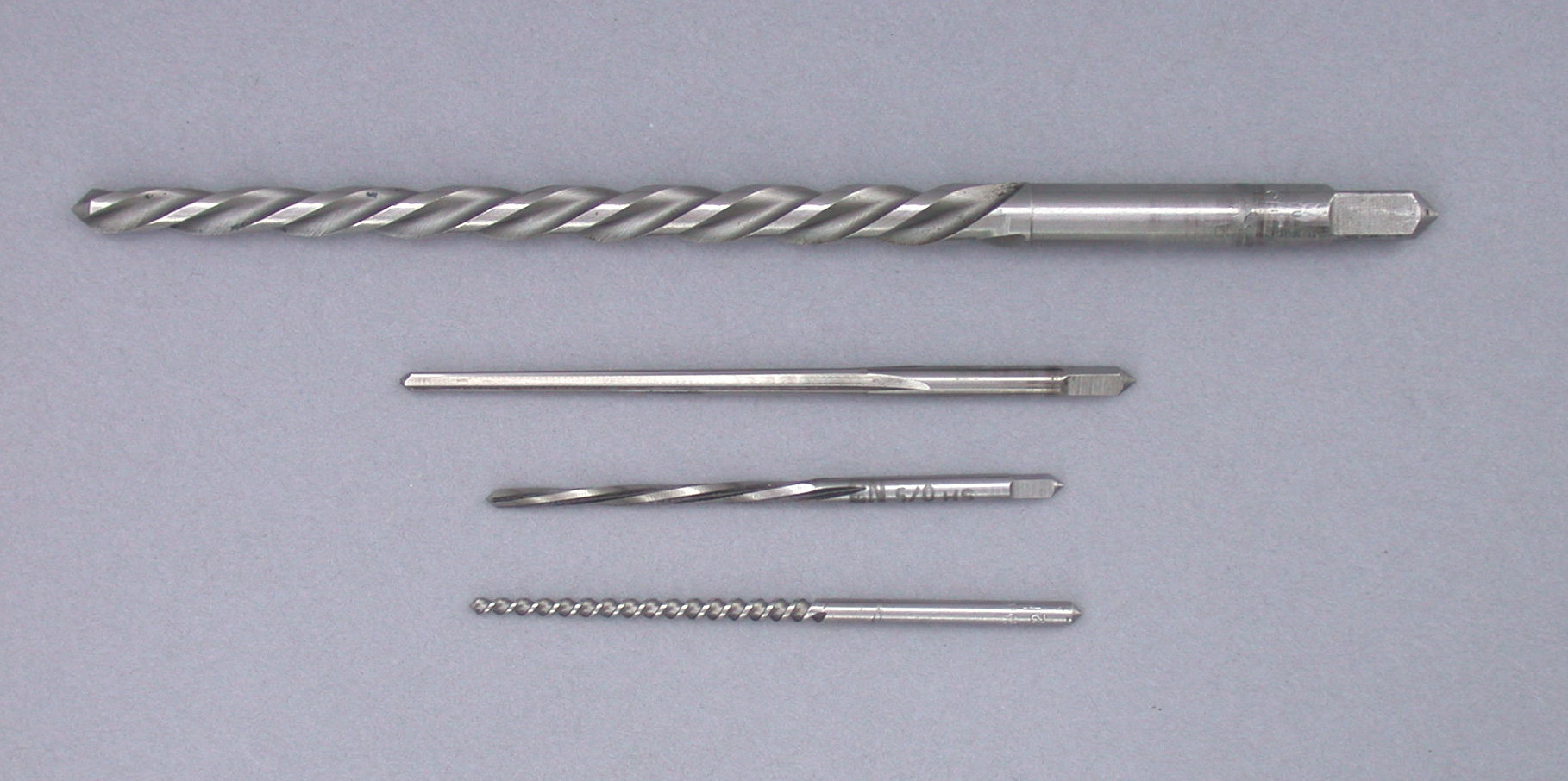
Vier kleine tapse pinruimers

Naast ruimers voor het ruimen van rechte cilindrische gaten zijn er ook conische- of tapse ruimers die onder andere gebruikt worden voor het ruimen van gaten voor conische paspennen. Een verstelbare (hand)ruimer wordt gebruikt bij het ruimen van cilindrische gaten die niet precies hele millimetermaten hebben.

#### Verstelbare handruimer
Een verstelbare handruimer biedt de mogelijkheid tot variabele instelling van de diameter. Ze kunnen nauwkeurig worden versteld over een klein gebied, bijvoorbeeld van 13,5 tot 15,5 mm. De ruimer is voorzien van zeer fijne schroefdraad. Hierop zijn twee stelringen gedraaid met daartussen geklemd vier overlangs geplaatste messen die in geleidelijk ondieper wordende groeven liggen. Door één ring losser te draaien en de andere vaster, worden de messen in de groeven verschoven waardoor de diameter van de ruimer groter of kleiner wordt. Het werken met een verstelbare handruimer dient omzichtig te gebeuren omdat de messen vrij lang zijn waardoor ze gemakkelijk kunnen verbuigen. Een verstelbare handruimer kan niet gebruikt worden bij gaten die voorzien zijn van spleten of groeven, omdat de messen daarin kunnen vastlopen.

#### Morseruimer
Met een morseruimer worden tapse gaten geruimd met morseconus-specificaties. De morseruimer wordt onder andere gebruikt voor het ruimen van de gaten in draagarmen van vervoermiddelen waar de draagarmen in scharnieren. Ook wordt deze gebruikt voor het afwerken van bijvoorbeeld de boorkophouder van een boormachine.

#### Tapse (precisie-)pinruimer
Een tapse precisieruimer wordt gebruikt voor het maken van een taps toelopend gat, waar een tapse pin in past. De ruimers hebben een oplopende nummering, die overeenkomt met de bijpassende pinnen. Dit soort verbindingen worden onder andere toegepast in de vliegtuigbouw zoals voor het vastmaken van de vleugels van zweefvliegtuigen. Bij slijtage kunnen de gaten een aantal keren geruimd worden naar een grotere pinmaat.

## Werkwijze
Bij het ruimen dient men op de volgende punten te letten:
- Het te ruimen gat dient de juiste maat te hebben (al naargelang de diameter; 0,1–0,4 mm kleiner dan de eindmaat).
- Tijdens het ruimen mag men niet terugdraaien, zoals bij het tappen. De kans is dan groot dat er stukjes uit de snijtanden breken. In ieder geval zal de ruimer onnodig snel slijten.
- Er dient op gelet te worden dat tijdens het ruimen, de ruimer haaks op het werkstuk staat.
- Tijdens het ruimen van staal dient er, om de gladheid te verhogen, goed gesmeerd te worden met snijolie.
- Nadat het gat geruimd is, draait men de ruimer in dezelfde draairichting weer omhoog.